# Vautour oricou
Torgos tracheliotos
Pour des articles plus généraux, voir Vautour et Accipitridae.
Genre
Espèce
Synonymes
- Torgos tracheliotus (protonyme)

Statut de conservation UICN

 EN A2bcd+3bcd : En danger
Statut CITES
Le Vautour oricou (Torgos tracheliotos), ou Vautour nubien, est une espèce de vautours de l'Ancien Monde, de la famille des Accipitridés. C'est la seule espèce du genre Torgos. Il est référencé comme Torgos tracheliotus (J.R.Forster, 1791) dans la base de l'Inventaire national du patrimoine naturel (INPN).

## Description
Son plumage est marron foncé, voire noir sur ses ailes, et marron clair à blanc sur ses flancs et ses pattes. Sa tête et son cou sont dénudés et rose. Son envergure moyenne est de 2,50 à 2,80 m (selon Le Guide ornitho de Lars Svensson (en)) ou de 2,80 à 2,90 m (selon de site internet Oiseaux.net), et son poids généralement compris entre 5,4 et 9,4 kg. L'espérance de vie de l'oricou est de 30 ans dans son habitat naturel. Le vautour oricou vit seul ou en couple, mais certains se rassemblent à la tombée de la nuit.

### Régime alimentaire
C'est un charognard qui se nourrit essentiellement de carcasses. Cependant, l'espèce est connue pour être capable de chasser et tuer de petits animaux comme des oisillons, des petits reptiles ou mammifères.
Les vautours oricou sont plus abondants sur les carcasses pendant l'après-midi : ils profitent peut-être d'un nombre moins élevé de vautours plus grands (genre Gyps), déjà rassasiés.

### Reproduction
Ces vautours se reproduisent à partir de 6 ans. Le nid, de 2 m de diamètre, est construit sur un arbre, souvent un acacia. C'est à la saison sèche que la femelle pond un œuf et un seul. Les deux parents se chargent à tour de rôle de la couvaison, pendant presque 2 mois. À la naissance, le duvet de l'oisillon est entièrement brun – sauf sur sa tête et son cou, qui sont gris. Tant qu'il n'est pas capable de voler (soit pendant environ 4 mois), l'un des parents au moins reste au nid. Après cette période, le jeune vautour est laissé seul au nid, mais ses parents continuent de le nourrir pendant encore 2 mois.

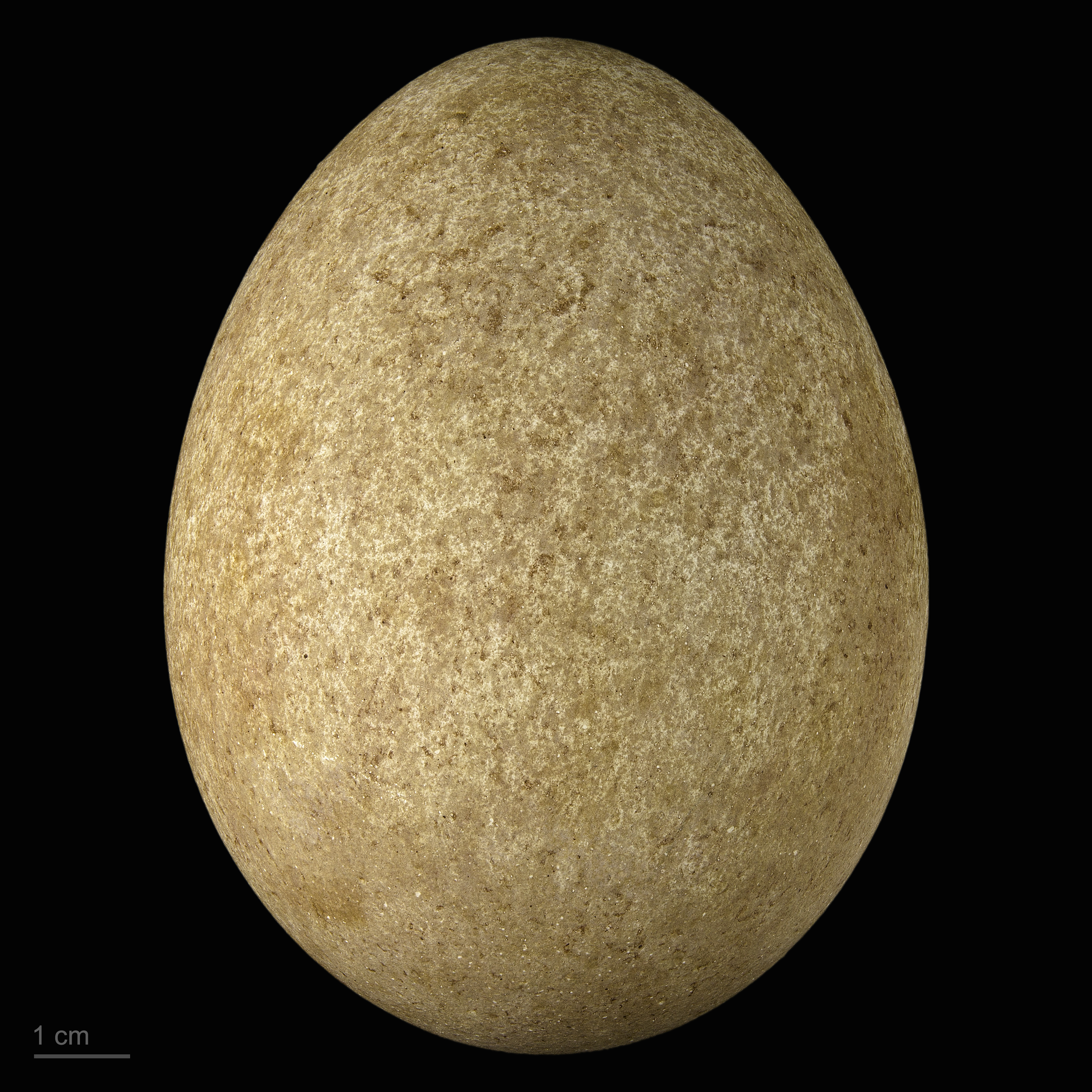
Œuf de Torgos tracheliotus - Muséum de Toulouse

### Répartition et habitat
Il est présent en Afrique et au Moyen-Orient. Il vit dans les savanes sèches, les plaines arides, les déserts et sur le versant des montagnes jusqu'à 3 500 m d'altitude. L'espèce a également été rapportée dans des milieux forestiers, en Afrique de l'Est.

## Classification et sous-espèces
D'après la classification de référence (version 14.1, 2024) de l'Union internationale des ornithologues, le Vautour oricou possède 2 sous-espèces (ordre philogénique) :
- Torgos tracheliotos negevensis (Bruun, Mendelssohn & Bull, 1981) ;
- Torgos tracheliotos tracheliotus (Forster, JR, 1796).

Torgos tracheliotos nubicus (Smith, CH, 1828) est incluse dans Torgos tracheliotos tracheliotus.

## Galerie

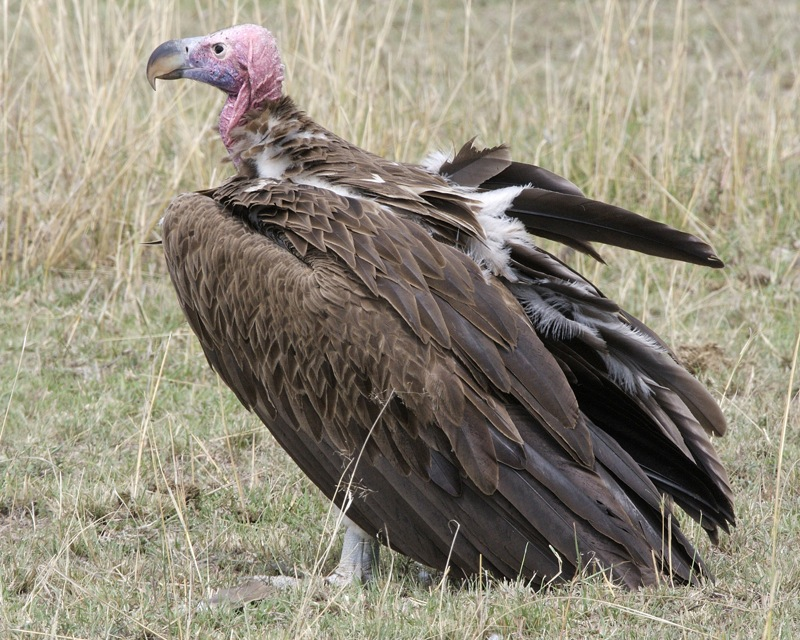
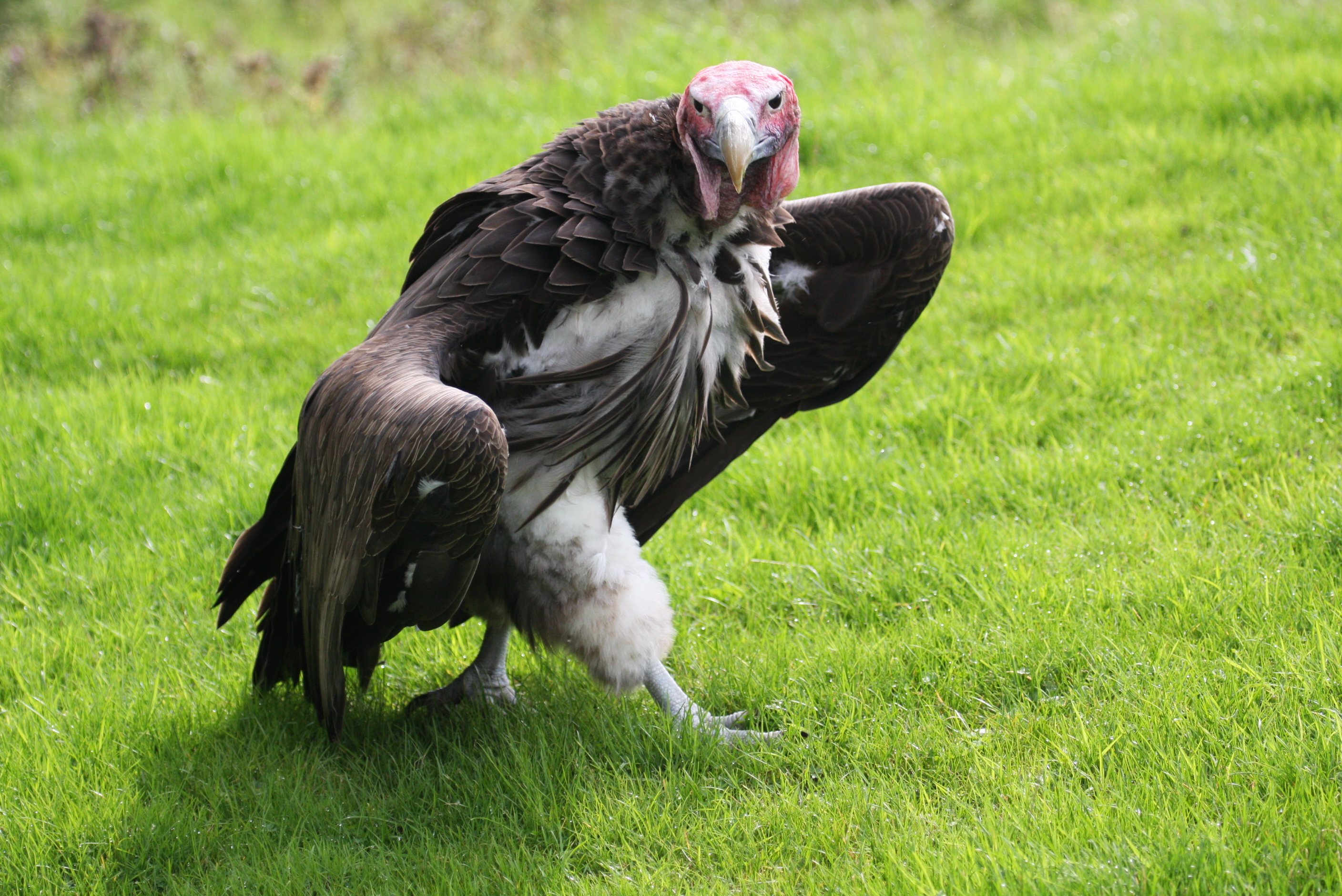
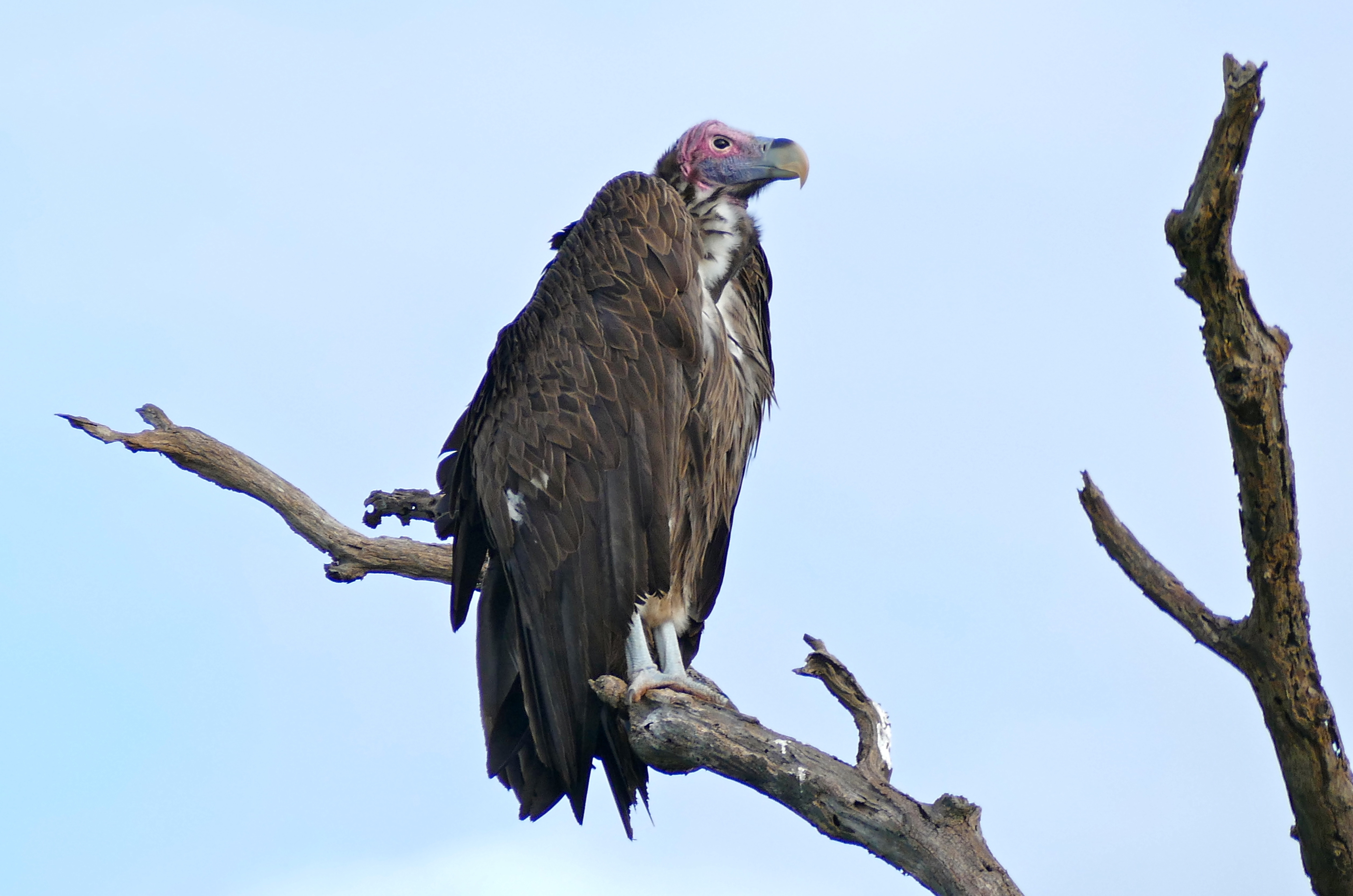
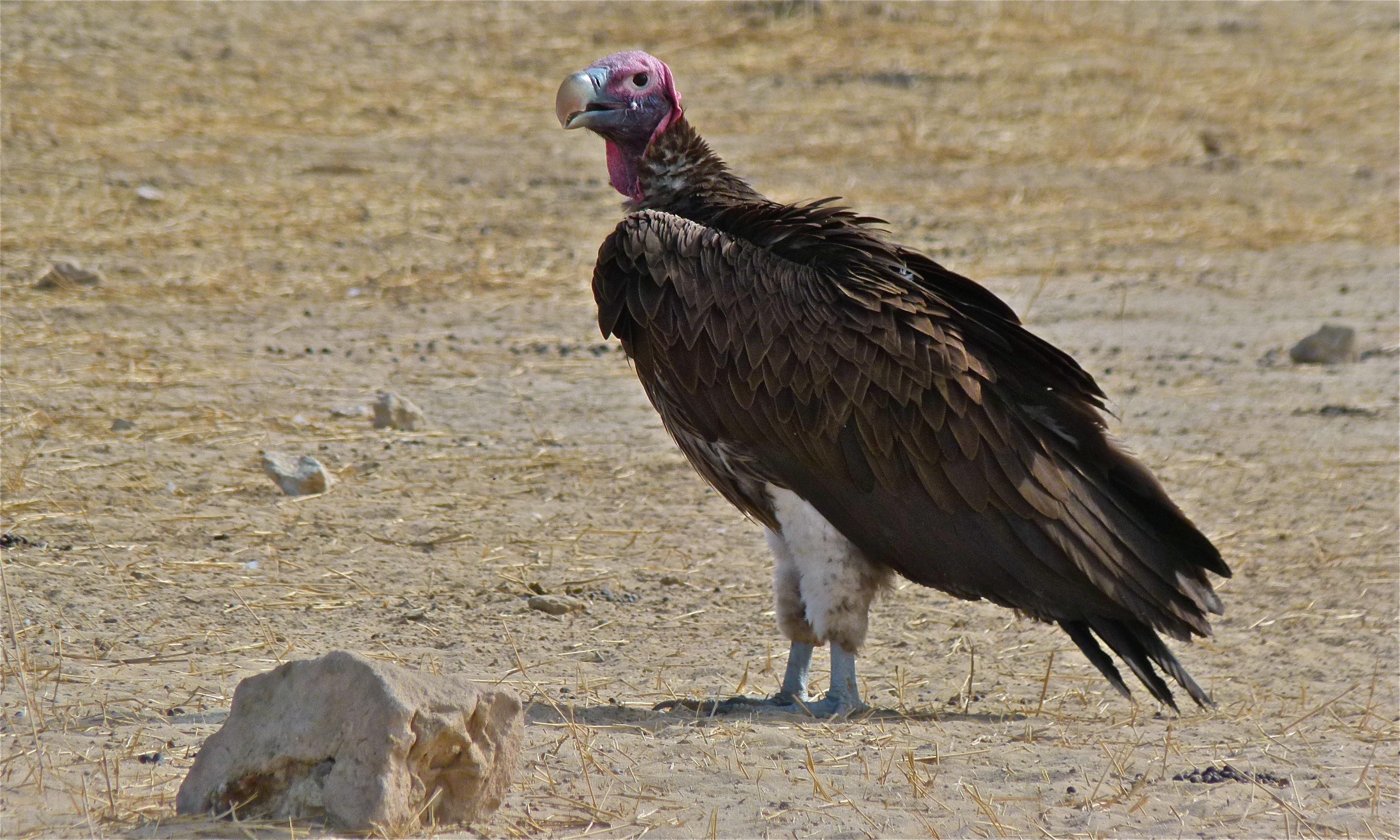
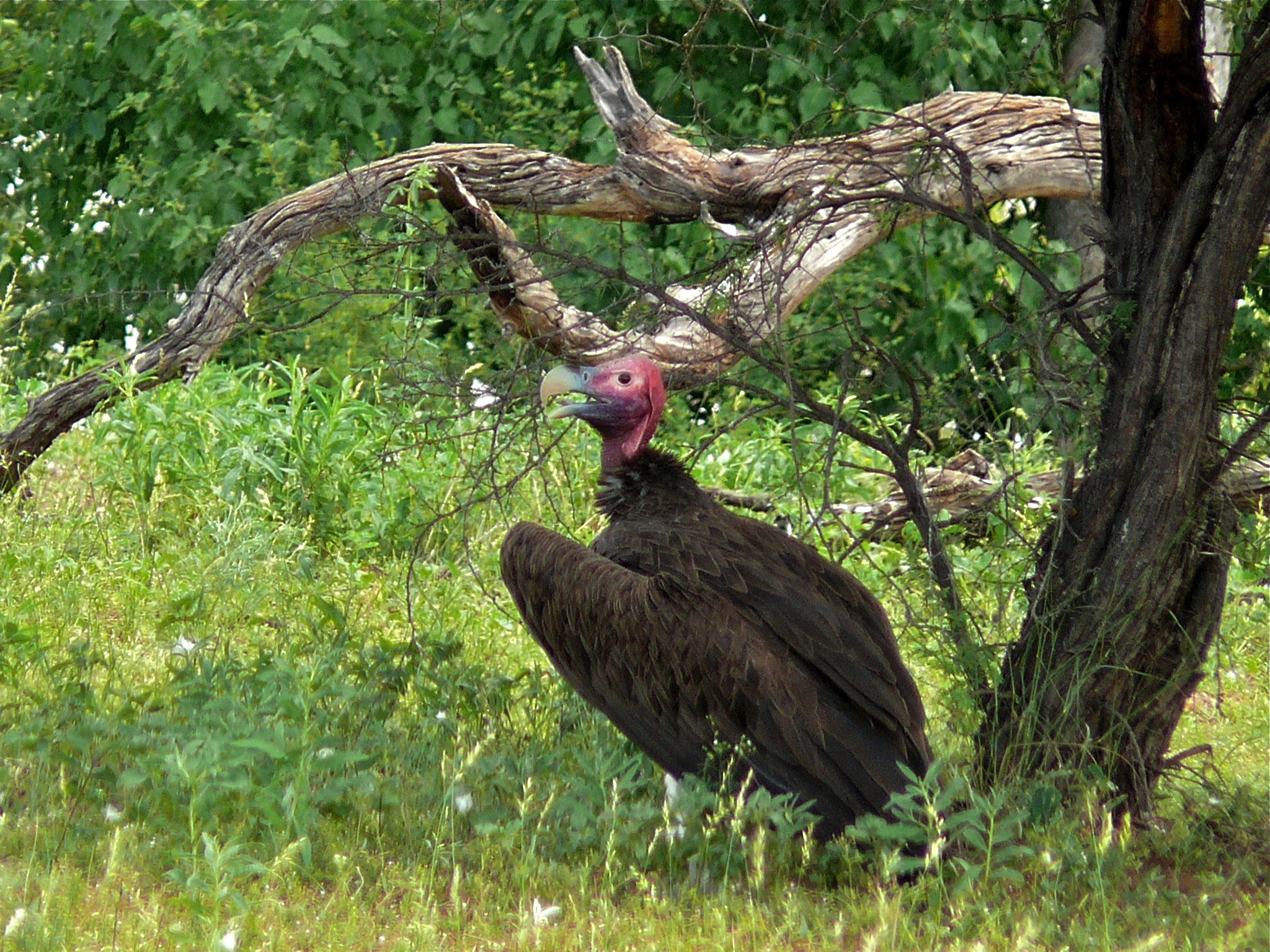

## Conservation
En 2017, la population, en déclin, s'élève à environ 5700 individus.
Torgos tracheliotos est largement menacé par l'empoisonnement accidentel. La strychnine et, plus récemment, le Carbofuran, utilisés par les éleveurs dans la lutte contre les prédateurs, sont responsables de la mort de beaucoup d'individus. Les autres menaces majeures pour cette espèce sont la prédation des nichées par l'Homme, la réduction des ressources en nourriture due à une réduction des caravanes de dromadaires (Dabokka) et l'électrocution par collision avec les lignes électriques. L'espèce est très sensible au dérangement, qui représente une menace croissante à la fois dans les habitats forestiers d'Éthiopie et, avec l'augmentation des courses de véhicules motorisés dans le désert, en Arabie saoudite. En Afrique de l'Ouest, la réduction de la ressource en carcasses est due à la diminution globale de la présence des animaux sauvages ; les animaux domestiques sont moins malades après des campagnes nationales de vaccination ; le dérangement par l'Homme augmente également. Ces vautours sont probablement chassés pour un usage en médecine traditionnelle. L'empoisonnement pourrait augmenter avec l'usage croissant de pesticides dans l'agriculture africaine. Les carcasses d'animaux abattus illégalement sont aujourd'hui empoisonnées pour éliminer les vautours qui indiquent la position des braconniers par leur rassemblement.

### EspèceTorgos tracheliotus
- (fr) Oiseaux.net : Torgos tracheliotos (+ répartition)
- (en) Zoonomen Nomenclature Resource (Alan P. Peterson) : Torgos tracheliotos  dans Accipitridae
- (en) Congrès ornithologique international : Torgos tracheliotos dans l'ordre Accipitriformes (consulté le 5 juin 2015)
- (fr + en)  Avibase : Torgos tracheliotos (+ répartition) (consulté le 30 juin 2015)
- (en) Fauna Europaea : Torgos tracheliotus (J. R. Forster, 1791) (consulté le 21 mars 2023)
- (fr + en) ITIS : Torgos tracheliotus  (Forster, 1791)
- (en) Animal Diversity Web : Torgos tracheliotus
- (en) CITES : Torgos tracheliotus (Forster, 1791)  (+ répartition sur Species+) (consulté le 30 juin 2015)
- (en) UICN : espèce Torgos tracheliotos (Forster, 1791) (consulté le 30 juin 2015)
- (fr) eBird : Torgos tracheliotus